# Clasificación mundial de la WBSC
La Clasificación mundial de la WBSC también conocida por su nombre en inglés y por efectos de patrocinio como WBSC KONAMI World Ranking establecido por primera vez por la Federación Internacional de Béisbol (el predecesor de la WBSC) en 2009 es el sistema de puntajes para comparar a los mejores países del mundo tanto del béisbol como del softbol basado en su desempeño en competiciones internacionales. Los eventos que se consideran y el peso dado a cada evento ha cambiado a lo largo de los años a medida que se revisa la fórmula y se eliminan las antiguas competiciones (por ejemplo, Copa del Mundo de Béisbol, el Torneo de Béisbol en los Juegos Olímpicos, o la Copa Intercontinental) . El ranking se basa en el desempeño de las selecciones nacionales en los últimos 4 años para que el rendimiento dominante de un año o de un evento no tenga efectos indebidos. Su primer uso práctico fue en 2015 cuando fueron utilizados para escoger a los 12 equipos para el primera edición del WBSC Premier 12, el evento que sustituyó a la Copa Mundial y la Copa Intercontinental; que es junto con el Clasico Mundial de Béisbol los 2 mayores torneos internacionales de selecciones de béisbol de la actualidad.

## Método
El Ranking Mundial de la WBSC se basa en la posición final de todos los equipos nacionales de cada país en todas las competiciones tanto mundiales como continentales durante los últimos cuatro años.
Y a diferencia de otros deportes donde solo se evalúa a las selecciones absolutas, ésta clasificación mundial también incluye el desempeño de las selecciones nacionales en las categorías menores organizadas por la WBSC.
La fórmula para el diferencial entre los puntos de cada equipo en la clasificación final de un torneo es:
{\displaystyle {\frac {(PuntosMaximos)+(PuntosMinimos)}{(EquiposEnElTorneo)-1}}}

### Valores de la fórmula para béisbol
| Eventos mundiales de primer nivel | Puntos Máximos          | Puntos Mínimos |
| --------------------------------- | ----------------------- | -------------- |
| WBSC Premier 12                   | 1,200 (+180 al ganador) | 120            |
| Clásico Mundial de Béisbol        | 1,000 (+150 al ganador) | 100            |

| Campeonatos mundiales | Puntos Máximos       | Puntos Mínimos |
| --------------------- | -------------------- | -------------- |
| Copa del Mundo Sub-23 | 600 (+90 al ganador) | 60             |
| Copa del Mundo Sub-18 | 500 (+75 al ganador) | 50             |
| Copa del Mundo Sub-15 | 400 (+60 al ganador) | 40             |
| Copa del Mundo Sub-12 | 300 (+45 al ganador) | 30             |

| Campeonatos multi-deportivos y continentales de mayores (Masculino) | Puntos Máximos | Puntos Mínimos |
| ------------------------------------------------------------------- | -------------- | -------------- |
| Si incluye 5 o más naciones del Top 12                              | 500            | 50             |
| Si incluye 4 naciones del Top 12                                    | 400            | 40             |
| Si incluye 3 naciones del Top 12                                    | 300            | 30             |
| Si incluye 1 o 2 naciones del Top 12                                | 200            | 20             |
| Nivel B                                                             | 80             | 8              |
| Nivel C                                                             | 50             | 5              |

| Campeonatos multi-deportivos de menores | Puntos Máximos | Puntos Mínimos |
| --------------------------------------- | -------------- | -------------- |
| Si sirve como clasificación             | 50             | 5              |
| Si no sirve como clasificación          | 30             | 3              |
| Juegos Universitarios (FISU)            | 20             | 2              |

| Torneos internacionales amistosos       | Puntos Máximos | Puntos Mínimos |
| --------------------------------------- | -------------- | -------------- |
| World Port Tournament Haarlem Week etc. | 10             | 1              |

| Clasificación para el Mundial de Béisbol | Puntos Máximos | Puntos Mínimos |
| ---------------------------------------- | -------------- | -------------- |
| Copa del Mundo Sub-23                    | 60             | 6              |
| Copa del Mundo Sub-18                    | 50             | 5              |
| Copa del Mundo Sub-15                    | 40             | 4              |
| Copa del Mundo Sub-12                    | 30             | 3              |

| Amistosos cara a cara                 | Puntos Máximos | Puntos Mínimos |
| ------------------------------------- | -------------- | -------------- |
| Si gana a una nación del Top 12       | 3              |                |
| Si gana a una nación del Top 13 a 25  | 2              |                |
| Si gana a una nación fuera del Top 25 | 1              |                |

### Valores de la fórmula para softbol
Fuente:
| Evento                                                                                       | Puntos Máximos (100%)                | Puntos Mínimos (10%)                 |
| A. Eventos mundiales de primer nivel                                                         | A. Eventos mundiales de primer nivel | A. Eventos mundiales de primer nivel |
| -------------------------------------------------------------------------------------------- | ------------------------------------ | ------------------------------------ |
| COPAS ÉLITES (M y F)                                                                         | 1,200 (+180 al ganador)              | 120                                  |
| B. Campeonatos mundiales                                                                     |                                      |                                      |
| Campeonato mundial (M y F)                                                                   | 1000 (+150 al ganador)               | 100                                  |
| Campeonato mundial Sub-19 (M y F)                                                            | 800 (+120 al ganador)                | 80                                   |
| Campeonato mundial Sub-16 (M y F)                                                            | 300 (+90 al ganador)                 | 30                                   |
| C. Campeonatos continentales y eventos multideportivos mundiales (M y F)                     |                                      |                                      |
| Si incluye 5 o más naciones del Top 12                                                       | 500                                  | 50                                   |
| Si incluye 4 naciones del Top 12                                                             | 400                                  | 40                                   |
| Si incluye 3 naciones del Top 12                                                             | 300                                  | 30                                   |
| Si incluye 1 o 2 naciones del Top 12                                                         | 200                                  | 20                                   |
| D. Copas del Mundo, eventos multideportivos continentales y calificadores regionales (M y F) |                                      |                                      |
| Copa del mundo (masculino y femenino)                                                        | 100                                  | 10                                   |
| E. Eventos multideportivos regionales y subregionales                                        |                                      |                                      |
| Si sirve como calificador                                                                    | 50                                   | 5                                    |
| Si no sirve como calificador                                                                 | 30                                   | 3                                    |
| F. Torneos amistosos internacionales                                                         |                                      |                                      |
| Copa Japón, Copa Canadá, Copa USA                                                            | 10                                   | 1                                    |
| G. Amistosos cara a cara                                                                     |                                      |                                      |
| Si gana a una nación del Top 12                                                              | 3                                    | 0                                    |
| Si gana a una nación del Top 13 al 25                                                        | 2                                    | 0                                    |
| Si gana a una nación del fuera del Top 26                                                    | 1                                    | 0                                    |

## Mejores equipos por año
Resumen de las mejores selecciones al finalizar cada año.

### Masculina
Resumen de las 12 mejores selecciones masculinas al finalizar cada año.
| Año  | Primer puesto | Segundo puesto | Tercer puesto | Cuarto puesto | Quinto puesto | Sexto puesto | Séptimo puesto | Octavo puesto | Noveno puesto | Décimo puesto | Undécimo puesto | Duodécimo puesto |
| ---- | ------------- | -------------- | ------------- | ------------- | ------------- | ------------ | -------------- | ------------- | ------------- | ------------- | --------------- | ---------------- |
| 2023 | JPN           | MEX            | USA           | KOR           | TPE           | VEN          | NED            | CUB           | DOM           | PAN           | AUS             | PUR              |
| 2022 | JPN           | TPE            | USA           | KOR           | MEX           | VEN          | NED            | CUB           | DOM           | AUS           | COL             | PAN              |
| 2021 | JPN           | TPE            | KOR           | MEX           | USA           | DOM          | VEN            | NED           | CUB           | AUS           | COL             | CAN              |
| 2020 | JPN           | USA            | KOR           | TPE           | MEX           | AUS          | CUB            | VEN           | NED           | DOM           | PUR             | PAN              |
| 2019 | JPN           | USA            | KOR           | TPE           | MEX           | AUS          | NED            | CUB           | VEN           | DOM           | PUR             | CAN              |
| 2018 | JPN           | USA            | KOR           | TPE           | CUB           | MEX          | AUS            | NED           | VEN           | CAN           | PUR             | DOM              |
| 2017 | JPN           | USA            | KOR           | TPE           | CUB           | MEX          | VEN            | AUS           | NED           | CAN           | PUR             | ITA              |
| 2016 | JPN           | USA            | TPE           | KOR           | CUB           | VEN          | MEX            | CAN           | ITA           | NED           | PUR             | DOM              |
| 2015 | JPN           | USA            | KOR           | TPE           | CUB           | VEN          | MEX            | CAN           | ITA           | NED           | PUR             | DOM              |
| 2014 | JPN           | USA            | TPE           | CUB           | NED           | DOM          | CAN            | KOR           | PUR           | VEN           | ITA             | MEX              |
| 2013 | USA           | JPN            | CUB           | TPE           | DOM           | NED          | CAN            | KOR           | PUR           | VEN           | ITA             | MEX              |
| 2012 | CUB           | USA            | JPN           | KOR           | TPE           | CAN          | NED            | VEN           | ITA           | AUS           | MEX             | PUR              |
| 2011 | CUB           | USA            | KOR           | JPN           | NED           | CAN          | TPE            | VEN           | PUR           | MEX           | AUS             | DOM              |
| 2010 | CUB           | USA            | KOR           | JPN           | TPE           | NED          | VEN            | CAN           | MEX           | AUS           | PUR             | ITA              |
| 2009 | CUB           | USA            | JPN           | KOR           | TPE           | NED          | CAN            | MEX           | VEN           | PUR           | AUS             | ITA              |

#### Palmarés masculino
La lista a continuación muestra a los equipos que han estado entre los tres mejores de alguna edición.
| Selección      | Primer puesto    | Segundo puesto                 | Tercer puesto                          |
| -------------- | ---------------- | ------------------------------ | -------------------------------------- |
| Japón          | 10 (2014 a 2023) | 1 (2013)                       | 2 (2009), (2012)                       |
| Cuba           | 4 (2009 a 2011)  | 0                              | 1 (2013)                               |
| Estados Unidos | 1 (2013)         | 11 (2009 a 2012), (2014 a 2020 | 2 (2022, 2023)                         |
| China Taipéi   | 0                | 2 (2021 a 2022)                | 2 (2014), (2016)                       |
| México         | 0                | 1 (2023)                       | 0                                      |
| Corea el Sur   | 0                | 0                              | 8 (2010 a 2011), (2015), (2017 a 2021) |

### Femenina
Resumen de las cinco mejores selecciones femeninas cada año.
| Año                 | Primer puesto | Segundo puesto | Tercer puesto | Cuarto puesto | Quinto puesto |
| ------------------- | ------------- | -------------- | ------------- | ------------- | ------------- |
| 2023                | JPN           | TPE            | VEN           | USA           | MEX           |
| 2022 (23 sep. 2023) | JPN           | TPE            | VEN           | USA           | MEX           |
| 2021                | JPN           | TPE            | CAN           | USA           | VEN           |
| 2020 (28 jun. 2021) | JPN           | TPE            | CAN           | USA           | VEN           |
| 2019                | JPN           | CAN            | TPE           | VEN           | USA           |
| 2018                | JPN           | CAN            | TPE           | USA           | VEN           |
| 2017                | JPN           | CAN            | USA           | AUS           | VEN           |
| 2016                | JPN           | CAN            | USA           | AUS           | VEN           |
| 2015                | JPN           | USA            | AUS           | CAN           | VEN           |
| 2014                | JPN           | USA            | AUS           | CAN           | VEN           |
| 2013                | JPN           | USA            | AUS           | CAN           | VEN           |
| 2012                | JPN           | USA            | AUS           | CAN           | VEN           |
| 2011                | JPN           | USA            | AUS           | CAN           | VEN           |
| 2010                | JPN           | USA            | AUS           | CAN           | VEN           |
| 2009                | JPN           | USA            | CAN           | AUS           | TPE           |

#### Palmarés femenino
La lista a continuación muestra a los equipos que han estado entre los tres mejores de alguna edición.
| Selección      | Primer puesto    | Segundo puesto  | Tercer puesto   |
| -------------- | ---------------- | --------------- | --------------- |
| Japón          | 10 (2009 a 2018) | 0               | 0               |
| Estados Unidos | 0                | 7 (2009 a 2015) | 2 (2016 a 2017) |
| Canadá         | 0                | 3 (2016 a 2018) | 1 (2009)        |
| Australia      | 0                | 0               | 6 (2009 a 2015) |
| China Taipéi   | 0                | 0               | 1 (2017)        |

## Clasificación mundial de béisbol

### Clasificación de béisbol masculino
Se muestran solo las 80 selecciones que cuentan con puntos en la clasificación.
Actualizado al 18 de septiembre de 2024
| N.º  | V             | Selección            | Puntos |
| ---- | ------------- | -------------------- | ------ |
| 1.°  | Sin cambios   | Japón                | 5756   |
| 2.°  | Sin cambios   | México               | 4118   |
| 3.°  | Crecimiento   | China Taipéi         | 4118   |
| 4.°  | Crecimiento   | Venezuela            | 3941   |
| 5.°  | Decrecimiento | Estados Unidos       | 3687   |
| 6.°  | Sin cambios   | Corea del Sur        | 3680   |
| 7.°  | Sin cambios   | Países Bajos         | 3534   |
| 8.°  | Crecimiento   | Puerto Rico          | 3122   |
| 9.°  | Decrecimiento | Cuba                 | 2814   |
| 10.° | Decrecimiento | Panamá               | 2587   |
| 11.° | Sin cambios   | Colombia             | 2441   |
| 12.° | Sin cambios   | República Dominicana | 2302   |
| 13.° | Sin cambios   | Italia               | 2214   |
| 14.° | Sin cambios   | República Checa      | 2032   |
| 15.° | Sin cambios   | Australia            | 1865   |
| 16.° | Crecimiento   | Nicaragua            | 1828   |
| 17.° | Decrecimiento | Alemania             | 1399   |
| 18.° | Sin cambios   | Reino Unido          | 1326   |
| 19.° | Sin cambios   | Israel               | 1121   |
| 20.° | Crecimiento   | China                | 900    |
| 21.° | Decrecimiento | Francia              | 888    |
| 22.° | Sin cambios   | Canadá               | 856    |
| 23.° | Decrecimiento | España               | 834    |
| 24.° | Decrecimiento | Brasil               | 791    |
| 25.° | Sin cambios   | Bélgica              | 391    |
| 26.° | Sin cambios   | Austria              | 388    |
| 27.° | Crecimiento   | Filipinas            | 377    |
| 28.° | Decrecimiento | Croacia              | 327    |
| 29.° | Decrecimiento | Curazao              | 317    |
| 30.° | Crecimiento   | Sudáfrica            | 313    |
| 31.° | Decrecimiento | Suecia               | 298    |
| 32.° | Sin cambios   | Hong Kong            | 272    |
| 33.° | Sin cambios   | Ucrania              | 190    |
| 34.° | Sin cambios   | Argentina            | 179    |
| 35.° | Sin cambios   | Grecia               | 167    |
| 36.° | Crecimiento   | Pakistán             | 165    |
| 37.° | Decrecimiento | Guam                 | 163    |
| 38.° | Decrecimiento | Rusia                | 157    |
| 39.° | Sin cambios   | Hungría              | 153    |
| 40.° | Crecimiento   | Tailandia            | 146    |

| N.º  | V             | Selección                      | Puntos |
| ---- | ------------- | ------------------------------ | ------ |
| 41.° | Decrecimiento | Suiza                          | 139    |
| 42.° | Decrecimiento | Eslovaquia                     | 115    |
| 43.° | Sin cambios   | [[Selección de béisbol de \|]] | 114    |
| 44.° | Sin cambios   | Perú                           | 92     |
| 45.° | Sin cambios   | Palestina                      | 82     |
| 46.° | Sin cambios   | Uganda                         | 72     |
| 47.° | Sin cambios   | Bahamas                        | 70     |
| 48.° | Sin cambios   | Nueva Zelanda                  | 69     |
| 49.° | Decrecimiento | Guatemala                      | 65     |
| 50.° | Decrecimiento | Sri Lanka                      | 64     |
| 51.° | Decrecimiento | Costa Rica                     | 61     |
| 52.° | Decrecimiento | Irlanda                        | 60     |
| 53.° | Crecimiento   | NTW                            | 59     |
| 54.° | Decrecimiento | Hong Kong                      | 51     |
| 55.° | Crecimiento   | India                          | 46     |
| 56.° | Sin cambios   | Polonia                        | 42     |
| 57.° | Sin cambios   | Bulgaria                       | 40     |
| 58.° | Sin cambios   | Fiyi                           | 38     |
| 59.° | Crecimiento   | El Salvador                    | 37     |
| 60.° | Decrecimiento | Nigeria                        | 36     |
| 61.° | Decrecimiento | Bangladesh                     | 33     |
| 61.° | Crecimiento   | Costa Rica                     | 33     |
| 61.° | Decrecimiento | Islas Marianas del Norte       | 33     |
| 64.° | Decrecimiento | Finlandia                      | 31     |
| 65.° | Sin cambios   | Palestina                      | 30     |
| 66.° | Decrecimiento | Bahamas                        | 29     |
| 67.° | Decrecimiento | Tanzania                       | 27     |
| 68.° | Decrecimiento | Ghana                          | 23     |
| 68.° | Decrecimiento | Iran                           | 23     |
| 68.° | Decrecimiento | Eslovenia                      | 23     |
| 71.° | Crecimiento   | Rumania                        | 20     |
| 72.° | Decrecimiento | Ecuador                        | 19     |
| 72.° | Crecimiento   | Nepal                          | 19     |
| 74.° | Decrecimiento | Indonesia                      | 18     |
| 75.° | Decrecimiento | Noruega                        | 17     |
| 76.° | Sin cambios   | Afganistán                     | 14     |
| 76.° | Decrecimiento | Islas Vírgenes Estadounidenses | 14     |
| 76.° | Decrecimiento | Palaos                         | 14     |
| 79.° | Sin cambios   | Tailandia                      | 6      |
| 80.° | Decrecimiento | Bolivia                        | 4      |
| 81.° | Decrecimiento | Islas Salomón                  | 3      |
| 81.° | Decrecimiento | Turquía                        | 3      |
| 83.° | Decrecimiento | Estonia                        | 2      |
| 83.° | Sin cambios   | Laos                           | 2      |

### Clasificación de béisbol femenino
Se muestran las catorce selecciones que tienen puntos en el ranking.
| N.º | V             | Selección            | Puntos |
| --- | ------------- | -------------------- | ------ |
| 1   | Sin cambios   | Japón                | 2000   |
| 2   | Sin cambios   | Canadá               | 1300   |
| 3   | Crecimiento   | China Taipéi         | 1297   |
| 4   | Decrecimiento | Estados Unidos       | 1064   |
| 5   | Sin cambios   | Venezuela            | 989    |
| 6   | Decrecimiento | Australia            | 904    |
| 7   | Crecimiento   | Cuba                 | 537    |
| 8   | Decrecimiento | Corea del Sur        | 500    |
| 9   | Crecimiento   | República Dominicana | 433    |
| 10  | Sin cambios   | Hong Kong            | 363    |
| 11  | Decrecimiento | Países Bajos         | 311    |
| 12  | Crecimiento   | Puerto Rico          | 267    |
| 13  | Decrecimiento | India                | 104    |
| 14  | Decrecimiento | Pakistán             | 67     |

## Clasificación mundial de sóftbol

### Clasificación de sóftbol femenino
Se muestran las 67 selecciones que tienen puntos en el ranking.
| N.º  | V             | Selección            | Puntos |
| ---- | ------------- | -------------------- | ------ |
| 1.°  | Sin cambios   | Estados Unidos       | 35014  |
| 2.°  | Sin cambios   | Japón                | 4209   |
| 3.°  | Sin cambios   | Canadá               | 3571   |
| 4.°  | Crecimiento   | Puerto Rico          | 3320   |
| 5.°  | Crecimiento   | México               | 3160   |
| 6.°  | Decrecimiento | China Taipéi         | 2920   |
| 7.°  | Decrecimiento | Australia            | 2701   |
| 8.°  | Crecimiento   | China                | 2661   |
| 9.°  | Sin cambios   | Italia               | 2461   |
| 10.° | Decrecimiento | Países Bajos         | 2259   |
| 11.° | Sin cambios   | Nueva Zelanda        | 1982   |
| 12.° | Crecimiento   | Reino Unido          | 1925   |
| 13.° | Crecimiento   | Filipinas            | 1785   |
| 14.° | Decrecimiento | Brasil               | 1757   |
| 15.° | Decrecimiento | República Checa      | 1715   |
| 16.° | Crecimiento   | Venezuela            | 1575   |
| 17.° | Decrecimiento | Cuba                 | 880    |
| 18.° | Sin cambios   | Guatemala            | 835    |
| 19.° | Crecimiento   | República Dominicana | 795    |
| 20.° | Decrecimiento | Perú                 | 786    |
| 21.° | Crecimiento   | Grecia               | 713    |
| 22.° | Decrecimiento | Irlanda              | 710    |
| 23.° | Sin cambios   | Corea del Sur        | 702    |
| 24.° | Decrecimiento | Austria              | 675    |
| 25.° | Crecimiento   | Argentina            | 645    |
| 26.° | Decrecimiento | Francia              | 541    |
| 27.° | Crecimiento   | India                | 460    |
| 28.° | Crecimiento   | Sudáfrica            | 396    |
| 29.° | Decrecimiento | Ecuador              | 349    |
| 30.° | Decrecimiento | Uganda               | 287    |
| 31.° | Crecimiento   | Suiza                | 285    |
| 32.° | Decrecimiento | Rusia                | 280    |
| 33.° | Decrecimiento | Serbia               | 270    |
| 34.° | Decrecimiento | Colombia             | 253    |

| N.º  | V             | Selección                 | Puntos |
| ---- | ------------- | ------------------------- | ------ |
| 35.° | Decrecimiento | España                    | 251    |
| 36.° | Decrecimiento | Israel                    | 243    |
| 37.° | Crecimiento   | Curazao                   | 228    |
| 38.° | Crecimiento   | Indonesia                 | 228    |
| 39.° | Decrecimiento | Bahamas                   | 220    |
| 40.° | Crecimiento   | Alemania                  | 216    |
| 41.° | Sin cambios   | Suecia                    | 214    |
| 42.° | Crecimiento   | Hong Kong                 | 210    |
| 43.° | Decrecimiento | Botsuana                  | 200    |
| 44.° | Crecimiento   | Polonia                   | 178    |
| 45.° | Crecimiento   | Aruba                     | 175    |
| 46.° | Crecimiento   | Ucrania                   | 175    |
| 47.° | Crecimiento   | Bélgica                   | 170    |
| 48.° | Decrecimiento | Kenia                     | 163    |
| 49.° | Decrecimiento | Panamá                    | 155    |
| 50.° | Decrecimiento | Singapur                  | 153    |
| 51.° | Decrecimiento | Tailandia                 | 139    |
| 52.° | Sin cambios   | Croacia                   | 132    |
| 53.° | Decrecimiento | Turquía                   | 109    |
| 54.° | Crecimiento   | Eslovaquia                | 104    |
| 55.° | Decrecimiento | Bulgaria                  | 101    |
| 56.° | Decrecimiento | Dinamarca                 | 86     |
| 57.° | Sin cambios   | Islas Vírgenes Británicas | 61     |
| 58.° | Crecimiento   | El Salvador               | 43     |
| 59.° | Decrecimiento | Hungría                   | 42     |
| 60.° | Crecimiento   | Zimbabue                  | 40     |
| 61.° | Decrecimiento | Irán                      | 30     |
| 62.° | Decrecimiento | Lituania                  | 30     |
| 63.° | Decrecimiento | Pakistán                  | 30     |
| 64.° | Decrecimiento | Nicaragua                 | 21     |
| 65.° | Decrecimiento | Malasia                   | 18     |
| 66.° | Decrecimiento | Lesoto                    | 10     |
| 67.° | Decrecimiento | Bolivia                   | 3      |

### Clasificación de sóftbol masculino
Se muestran las 34 selecciones que tienen puntos en el ranking.
| N.º  | V             | Selección            | Puntos |
| ---- | ------------- | -------------------- | ------ |
| 1.°  | Sin cambios   | Nueva Zelanda        | 3540   |
| 2.°  | Crecimiento   | Canadá               | 3074   |
| 3.°  | Decrecimiento | Japón                | 3026   |
| 4.°  | Decrecimiento | Argentina            | 3010   |
| 5.°  | Sin cambios   | Australia            | 2780   |
| 6.°  | Sin cambios   | Estados Unidos       | 2310   |
| 7.°  | Crecimiento   | República Checa      | 1792   |
| 8.°  | Decrecimiento | Venezuela            | 1620   |
| 9.°  | Sin cambios   | México               | 1266   |
| 10.° | Crecimiento   | República Dominicana | 1212   |
| 11.° | Crecimiento   | Dinamarca            | 906    |
| 12.° | Crecimiento   | Botsuana             | 838    |
| 13.° | Decrecimiento | Reino Unido          | 680    |
| 14.° | Sin cambios   | Sudáfrica            | 652    |
| 15.° | Crecimiento   | Guatemala            | 428    |
| 16.° | Crecimiento   | India                | 260    |
| 17.° | Crecimiento   | Hong Kong            | 220    |
| 18.° | Decrecimiento | Filipinas            | 220    |
| 19.° | Sin cambios   | Países Bajos         | 160    |
| 20.° | Crecimiento   | Turquía              | 100    |
| 21.° | Sin cambios   | Israel               | 80     |
| 22.° | Sin cambios   | Singapur             | 80     |
| 23.° | Crecimiento   | Panamá               | 65     |
| 24.° | Decrecimiento | Colombia             | 64     |
| 25.° | Decrecimiento | Bahamas              | 46     |
| 26.° | Decrecimiento | Puerto Rico          | 34     |
| 27.° | Decrecimiento | Bahamas              | 28     |
| 28.° | Decrecimiento | Puerto Rico          | 25     |
| 29.° | Decrecimiento | Honduras             | 19     |
| 30.° | Decrecimiento | Brasil               | 16     |
| 31.° | Decrecimiento | Nicaragua            | 14     |
| 32.° | Decrecimiento | Belice               | 10     |
| 33.° | Decrecimiento | El Salvador          | 8      |
| 34.° | Decrecimiento | Samoa                | 1      |